# Hannes Sigurðsson
Hannes Þorsteinn Sigurðsson (ur. 10 kwietnia 1983 w Reykjavíku) – islandzki piłkarz, napastnik. Od sierpnia 2014 roku zawodnik norweskiego Sandnes Ulf.

## Kariera klubowa
Hannes zaczynał jako junior w Hafnarfjarðar, w 2000 podpisał z tym klubem zawodowy kontrakt i grał tam jeszcze rok i przeniósł się do Vikingu FK. W klubie ze Stavanger spędził cztery lata i zagrał w nim 68 ligowych spotkań, w których strzelił 14 goli. W styczniu 2006 przeszedł do Stoke City, jednak w klubie Championship był tylko rezerwowym i sierpniu 2006 roku odszedł do klubu z Duńskiej Superligaen, Brøndby IF, był tam podstawowym zawodnikiem, ale postanowił wrócić do Vikingu FK. Jednak już po roku spędzonym w tym klubie odszedł do GIF Sundsvall.

## Kariera reprezentacyjna
Karierę reprezentacyjną rozpoczynał od drużyn juniorskich. Obecnie jest piłkarzem seniorskiej reprezentacji Islandii.